# Konix Multisystem
Konix Multisystem è una console a 16 bit per videogiochi progettata dalla azienda gallese Konix e dall'inglese Flare Technology. Annunciata nel 1989, non è mai stata commercializzata, nonostante l'interesse di alcune aziende come LucasArts e Sony.

## Storia
Il sistema era stato ideato dalla Konix, azienda che produceva joystick per i sistemi dell'epoca; per la realizzazione della console vera e propria venne contattata la Flare Technology, che stava sviluppando una nuova tecnologia chiamata Flare One, di potenza simile ad un Amiga 500 ma più economica da realizzare: fra gli altri collaboratori è possibile citare Jeff Minter.
La console avrebbe dovuto essere dotata di una grande varietà di periferiche, a partire da quello principale, lo Slipstream, un controller che poteva essere configurato in diverse modalità a seconda del gioco scelto (manubrio, volante, cloche). Era inoltre stato realizzato il prototipo di una poltrona dotata di force feedback, denominata "Power Chair", collegabile al sistema.
Erano in fase di produzione 22 videogiochi, tra i quali Hammerfist che fu il primo presentato alla stampa e fu sviluppato insieme alle versioni Amiga e ST, la conversione di Last Ninja 2, di Starglider 2 e di Attack of the Mutant Camels.
Nonostante l'effettiva costruzione di alcuni prototipi funzionanti e il grande interesse suscitato, il Multisystem non è mai stato commercializzato per mancanza di investimenti adeguati.

## Caratteristiche tecniche
- CPU: 16-bit 8086 processor a 6 MHz
- Coprocessore: 16-bit ASIC Flare chip a 12 MHz (comprendente Video Generator, Colour Palette, Disk Controller, Custom Blitter, ROM, fast RAM, Arithmetic and Logic Unit a 12 MIP, RISC DSP custom chip, stereo CD DACs, Digital/Analogue Ports Controller)
- RAM: 256KB (espandibile fino a 768KB)
- Grafica: grafica 2D e 3D gestita dal Custom Blitter e dal RISC DSP chip; palette a 4096 colori; risoluzioni: 256×200 (256 colori) a 50Hz, 512×200 (16 colori) a 50Hz, 256×200 (16 colori) a 25Hz
- Sonoro: suono stereo, gestito dal chip DSP RISC; CD quality sound (DACs)
- Supporto: disk drive 3.5” proprietario da 880KB
- Display output: VHF/UHF TV standard; RGB video (13 pin DIN socket)
- Sound output: TV; cuffie stereo; altoparlanti stereo sulla Power Chair
- Altro: 2 porte per controller aggiuntivi; porta per espansione a cartucce; porta analogica/digitale (160 pin); connessione alla Power Chair e alla Lightgun (8 pin DIN socket); uscita cuffie stereo